# Hệ thống Trường Quân sự Camilo Cienfuegos
Hệ thống Trường Quân sự Camilo Cienfuegos (tiếng Tây Ban Nha: Escuelas Militares Camilo Cienfuegos, EMCC) là một loại trường nội trú thuộc Lực lượng Vũ trang Cách mạng Cuba (FAR). Trường được thành lập vào năm 1966, có tới 20 cơ sở ở nhiều thành phố và là trường trung học quân sự chính thức. Họ cung cấp chương trình đào tạo tiền quân sự cho học sinh từ 11 đến 17 tuổi. Trường này giúp tạo ra hơn 70% sĩ quan và 50% tướng lĩnh và đại tá trong FAR. Trường được đặt theo tên Camilo Cienfuegos, nhà cách mạng Cuba cùng với Fidel Castro, Che Guevara, Juan Almeida Bosque và Raúl Castro tham dự cuộc viễn chinh trên tàu Granma. Không giống như Trường Quân sự Suvorov của Nga, trường này mang tính đồng giáo dục, được mô phỏng theo trường trung học quân sự và học viện dự bị đại học của Mỹ.

## Tổng quan
Hệ thống trường này được thành lập vào ngày 23 tháng 9 năm 1966 dựa theo sáng kiến của Đại tướng Lục quân Raúl Castro. Những cái tên xứng đáng được xem xét bao gồm Ignacio Agramonte hoặc Quintín Bandera. Mục đích ban đầu là nhu cầu hình thành trường học nuôi dưỡng trung tâm giáo dục quân sự bằng những người trẻ tuổi được đào tạo thành sĩ quan tương lai của CRAF. Đến năm 1968, có tới hàng trăm học viên, rồi về sau ngôi trường vốn chỉ dành cho nam sinh lúc bấy giờ đã trở thành trường học chung cho cả nam lẫn nữ với việc tiếp nhận những học viên nữ đầu tiên. Trong suốt bốn thập kỷ, 3.800 học viên Camilitos đã tốt nghiệp chương trình dự bị đại học.
Nhà trường chính thức tổ chức Lễ kỷ niệm 50 năm ngày thành lập của mình vào năm 2016.

## Địa điểm
Những tòa nhà trong khuôn viên EMCC đầu tiên được đặt tại lối vào thị trấn Punta Brava, nhưng ngay sau đó người ta đã quyết định chuyển nó đến một cơ sở ở Playa Baracoa (Bauta) thuộc tỉnh La Habana cũ, nay là tỉnh Artemisa. Các cơ sở khác được đặt tại các địa phương sau trong cả nước:
- Guantánamo[6]
- Sancti Spíritus, thành lập vào năm 1978[7]
- Baracoa (Havana)
- Cubanacán (Villa Clara)
- Civic Wings (Camagüey)
- Palma Soriano (Santiago de Cuba)

Trường Đại học Quân sự Antonio Maceo, ITM José Martí, Học viện Hải quân Granma, Đại học Quân y Cuba và Trường Quân sự Cấp cao Comandante Arides Estévez Sánchez tạo thành các cơ sở giáo dục quân sự cấp cao hơn mà học viên tốt nghiệp của trường này sẽ vào học sau khi hoàn thành chương trình học của mình.
Tiểu đoàn Thành phố Havana của Trường Quân sự này thường tham gia vào các cuộc duyệt binh và nghi lễ cấp nhà nước.

## Đồng phục
Đồng phục màu xanh lá cây của Lực lượng Vũ trang được các học viên mặc trong những ngày học tập. Trong các cuộc diễu hành, người ta mặc đồng phục đầy đủ có màu kaki nâu với quần màu xanh ô liu và đội mũ lưỡi trai.